# Békalen
A békalen (Linum catharticum) a lenfélék családjába tartozó, Európában és Nyugat-Ázsiában elterjedt, fehér virágú növény.

## Megjelenése
A békalen 5–25 cm magas, gracilis megjelenésű, lágyszárú, egynyári (ritkán kétnyári) növény. Szára vékony, törékeny jellegű, sima felszínű, kerek keresztmetszetű. Keresztben átellenes állású, 1 cm hosszú levelei lándzsás, keskeny-tojásdad alakúak, egyeresek.
Május-júniusban virágzik. 1 cm átmérőjű, ötös szimmetriájú virágai laza bogas virágzatot alkotnak. A virág szára bókoló. A szirmok fehérek, tövükben sárgák, 4–5 mm-esek. A zöld csészelevelek lándzsásak, kb. 3 mm hosszúak. A porzók száma 5.
Termése 2–3 mm-es, kerek, négyosztatú, nyolcmagvú toktermés.
Kromoszómaszáma 2n=16.

## Elterjedése és termőhelye
Európában és Nyugat-Ázsiában honos Izlandtól Spanyolországon keresztül egészen a Kaukázusig és Iránig. Észak-Amerika északkeleti régiójába is behurcolták.
Üde gyepek, láp- és mocsárrétek növénye. Fényigényes. A meszes talajt részesíti előnyben.

## Jelentősége
Gyógynövényként régebben főleg enyhe hashajtóként használták, illetve reuma, májpanaszok, sárgaság és hurutos panaszok esetén. A növénynek általában féreghajtó, vízhajtó, hánytató, hashajtó hatása van.  

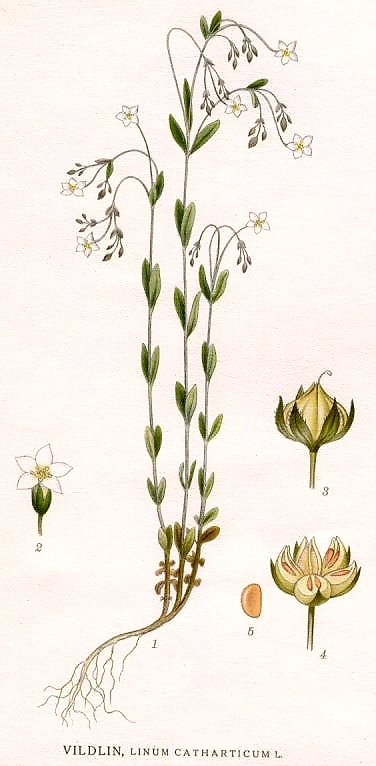
Ábrázolása egy svéd botanikakönyvben
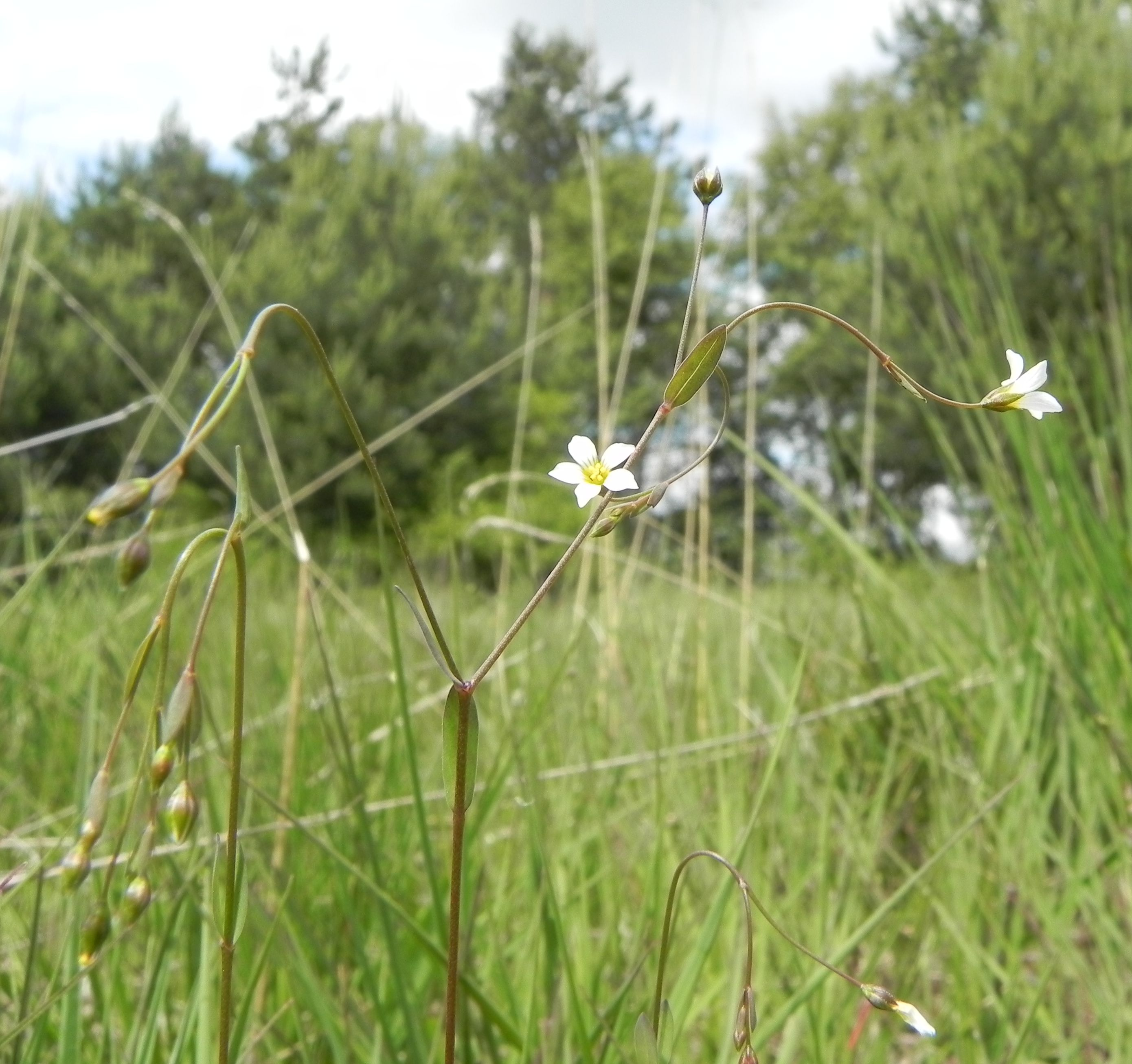
Virágzó békalen
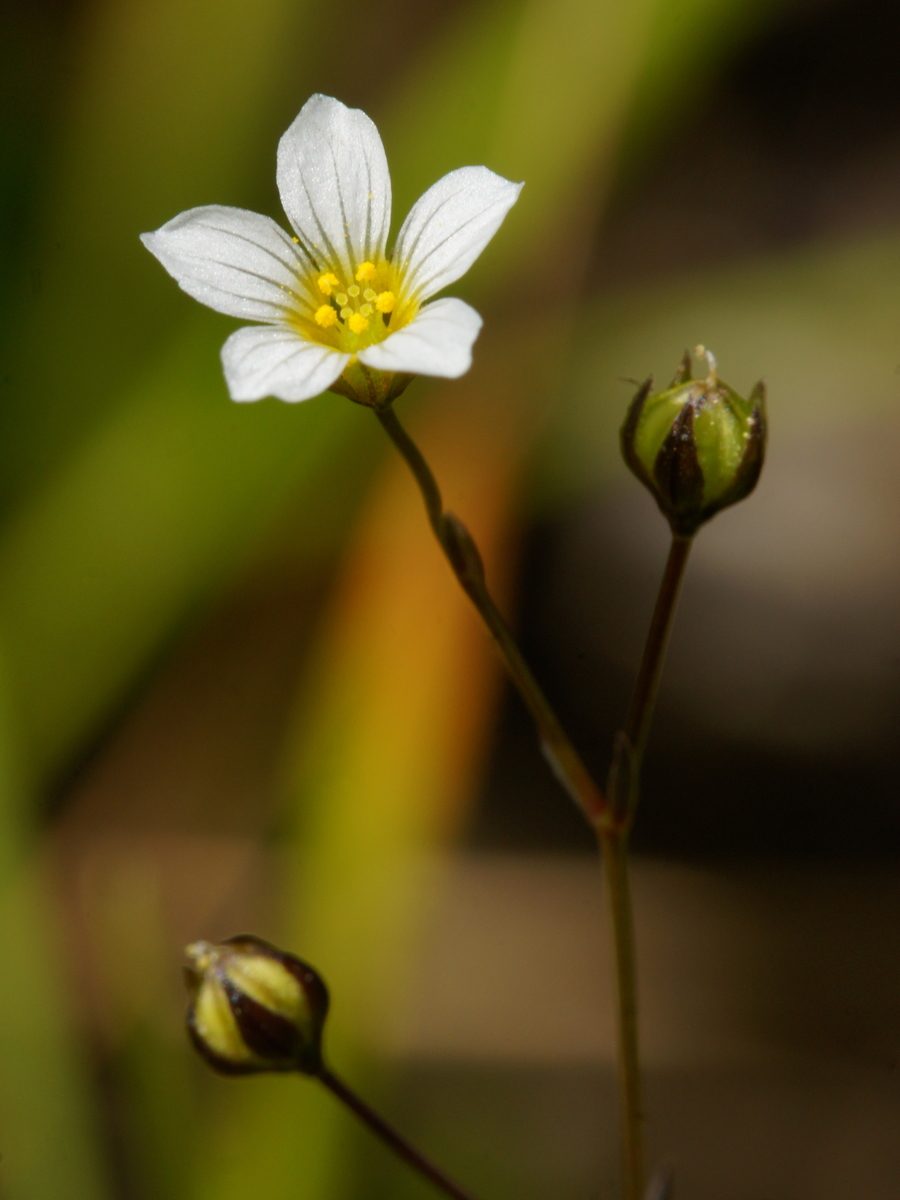
Virága
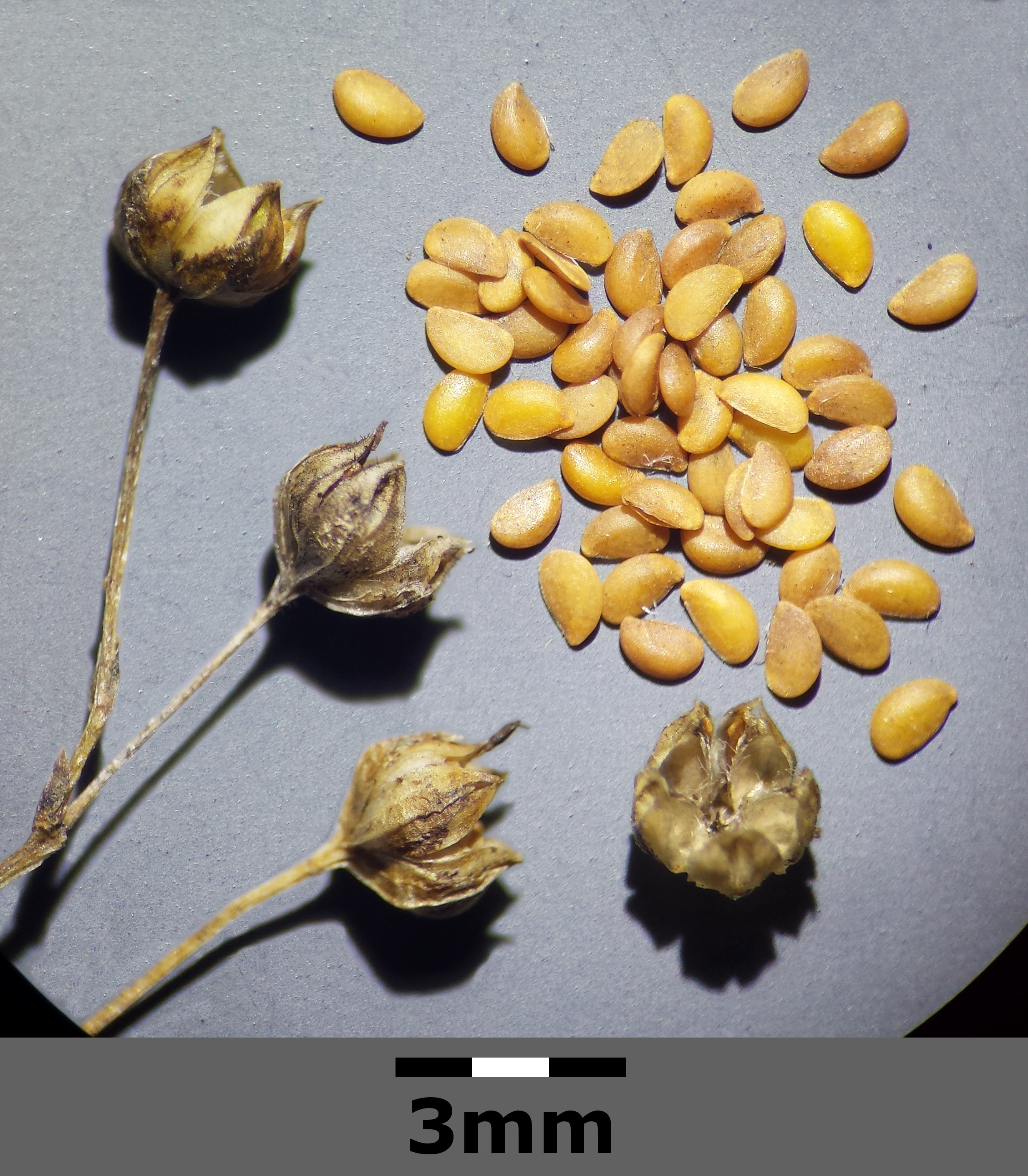
Termése és magvai